# Clàssica Memorial Txuma
La Clàssica Memorial Txuma (en euskera Klasika Txuma) és una cursa ciclista que es disputava anualment pels voltants d'Erandio, a Euskadi. La primera edició data del 1995. Des del 2005 formà part de l'UCI Europa Tour, amb categoria 1.2, fins al 2007, últim any que es va córrer.

## Palmarès
| Any  | Vencedor              | Segon              | Tercer                |
| ---- | --------------------- | ------------------ | --------------------- |
| 1995 | Carlos Zelaia         | Iñigo Roldan       | Iñaki Barrenetxea     |
| 1996 | Yvan Becaas           | Óscar Freire       | Pedro Pérez Zabal     |
| 1997 | Gorka Gerrikagoitia   | Marcel Gono        | Txema del Olmo        |
| 1998 | Aitor Silloniz        | Jonathan Hall      | Josep Jufré           |
| 1999 | Marius Sabaliauskas   | Sergiy Matveyev    | Juan Fuentes          |
| 2000 | Rubén Plaza           | David Herrero      | Adolfo García Quesada |
| 2001 | Iñigo Urretxua        | Julen Fernandez    | Jonathan Gonzalez     |
| 2002 | Javier Ramírez Abeja  | Alberto Hierro     | Moisés Dueñas         |
| 2003 | Jurgen Van Den Broeck | Luis Pérez Romero  | Mikel Elguezabal      |
| 2004 | Eugenio Pineda        | Oleg Zhukov        | Ander Azpitarte       |
| 2005 | Nikolai Trussov       | Francisco Terciado | Pieter Duyck          |
| 2006 | Mikhail Ignatiev      | Anton Mindlin      | Diego Milán           |
| 2007 | Boris Shpilevsky      | Maurizio Biondo    | Ivan Gilmartin        |